# Лейлані Сарель
Лейлані Сарель  (англ. Leilani Sarelle),(нар. 28 вересня 1966 року) — американська акторка, відома за своєю роллю Роксі в «Основному інстинкті».

## Біографія
Народилась 28 вересня 1966 року у Валенсії, передмісті Санта-Кларити, в окрузі Лос-Анджелес.
У 1985 дебютувала на екрані в епізоді «Таємниця» серіалу «Шосе у небо». Наступного року зіграла головну роль Наталі у комедії жахів «Неонові маніяки». У драмі «Дні грому», що вийшов 1990, акторка з'явилася у невеличкій ролі, поруч з Ніколь Кідман та Томом Крузом.
Відомість їй принесла стрічка «Основний інстинкт» на початку 1990-х. Після цього вони, разом із своїм чоловіком Мігелем Феррером, з'явилися на екрані у головних ролях кримінального триллеру «Врожай» режисера Девіда Марконі. Знявшись у ще трьох роботах, Лейлані надовго залишила акторство.
Нова поява Сарель на екрані відбулася після її розлучення із Мігелем Феррером. Від 2005 вона знімається на телебаченні. Також її можна побачити у двох короткометражках «Resonance» 2010 та «Breakin' Till Dawn» 2011.
Після маленької ролі Ненсі у боєвику Еллі Каннер «Почуття жадоби», Лейлані зіграла у мелодрамі «Друзі на п'ять годин» Тео Дейвіса та отримала головну роль у хорорі «Кігті в темряві» Девіда Прайора, разом з Ребом Брауном.
Наразі, готовляться до виходу дві стрічки за її участю у головних ролях: драматична мелодрама «Середина життя» Ґреґа Тревіса та трилер «Безжальне правосуддя» Девіда Прайора.

## Приватне життя
У 1991 році Лейлані вийшла заміж за актора Міґеля Феррера. У шлюбі народилося двоє синів - Лукас та Рафаель. У 2003 році Сарель та Феррер розлучилася.
Також має доньку Сару Ріту Ґессус від колишнього бойфренда, модельєра Амаля Ґессуса.

## Особистість
Акторка володіє французькою мовою та вміє грати на фортепіано. Також займається малярством та фотографією.

## Фільмографія
- Дні грому (1990) — патрулюючий офіцер
- Основний інстинкт (1992) — Роксі
- Молодша сестра (1992) — Кетрін
- Врожай (1992) — Наталі Колдвелл
- Загін «Антитерор» (серіал) — Паулін Чарест

## Цікаві факти
- Колишня дружина Едріана Пола, Мелані Пол - рідна сестра Лейлані Сарель.